# Aurora (Kolorado)
Aurora – miasto w Stanach Zjednoczonych, w stanie Kolorado. Według spisu z 2020 roku liczy 386,3 tys. mieszkańców i jest trzecim co do wielkości miastem stanu Kolorado. Jest częścią obszaru metropolitalnego Denver, a większa część miasta znajduje się w hrabstwie Arapahoe.
W mieście rozwinął się przemysł lotniczy, maszynowy oraz elektroniczny. Ośrodek turystyczny.
W Aurorze znajduje się Kampus Medyczny Anschutzów, część Uniwersytetu Kolorado, oraz Baza Sił Kosmicznych Buckley.

## Miasta partnerskie
- Adama (Etiopia)
- Antiguo Cuscatlán (Salwador)
- Jacó (Kostaryka)
- Seongnam (Korea Południowa)

W latach 1992–2016 Aurora współpracowała z Zieloną Górą. 